# ابن مليك الحموي
ابن مليك الحموي (840 - 917 هـ) هو علاء الدين علي بن محمد بن علي بن عبد الله الدمشقي الفقاعي الحنفي، شاعر من العصر المملوكي. ولد بحماة سنة أربعين وثمانمائة، وأخذ الأدب عن الفخر عثمان بن العبد التنوخي وغيره، وأخذ النحو والعروض عن الشيخ بهاء الدين بن سالم، قدم دمشق، فتسبب ببيع الفقاع عند قناة العوني خارج باب الفراديس، ثم تركه، وصار يتردد إلى دروس الشيخ برهان الدين بن عون، وأخذ عنه فقه الحنفية، وصارت له فيه يد طولى، وشارك في اللغة والنحو والصرف، وكان له معرفة بكلام العرب، وبرع في الشعر حتى لم يكن له نظير في فنونه، وجمع لنفسه ديواناً في نحو خمس عشرة كراسة، وخمس المنفرجة، ومدح النبي صلى الله عليه وسلم بعدة قصائد

## شعر ابن مليك الحموي
ومن لطائفة قوله:
ومن مشاهير قصائده النبوية :
وله:
ومن لطائفه:
وكان له صوف عتيق، فقلبه وقال:
وحكي أنه مر بالمرجة على قوم شرب، وكانوا يعرفونه، فدعوه إلى الزاد، فقعد عندهم يذاكرهم، فبينما هم كذلك إذ جاءهم جماعة الوالي، فأخذوهم وأخذوه معهم، فلما وصلوا إلى القاضي للتسجيل عليهم عرفه القاضي فلامه فقال:
فخلوا عنه وله: 
وشعره كله جيد، وكانت وفاته في شوال سنة سبع عشرة وتسعمائة، ودفن بمقبرة باب الفراديس.

## المصدر
- كتاب «الكواكب السائرة بأعيان المئة العاشرة» - المؤلف: النجم الغزي